# Силван (узурпатор)
Силван (убијен 7. септембра 355) био је римски војсковођа из породице романизованих варвара који је покушао да постане римски цар. За цара се прогласио у Келну и то на само 28 дана током 355. године. О њему пише Амијан Марцелин у петнаестој књизи своје Историје. 

## Биографија
Клаудије Силван је рођен у Галији као син Бонита, који се истакао у Константиновој служби током рата против Лицинија, и вероватно мајке варварке. Одгојен је као Римљанин, што је умео да цени. 
У Магненцијевој служби командовао као трибун (грч. ταξίαρχος) елитним јединицама дворске страже (лат. schola palatina armaturarum), али је уочи битке код Мурсе прешао са својим коњаницима на Констанцијеву страну и у знак захвалности унапређен у заповедника пешадије (лат. magister peditum). У том својству налази се 27. маја 352. 
У почетку је служио на двору, али му је на залагање заповедника коњице Арбициона, који је хтео да се ослободи конкурента око царске милости, Констанције II почетком 355. поверио задатак да протера германска племена која су нападала Галију преко Рајне. Изгледа да је Силван успешно потплатио Германе да не нападају више. 
Његово одсуство на двору је вешто искоришћено да се помоћу лажног писма оклевета код цара да претендује на власт. Међутим, Силван се већ пре тога, мислећи да због Констанцијевог неповерења не може да спаси свој живот на другачији начин, украсио у данашњем Келну пурпуром. Петог дана пре тога, разделио је поклоне (лат. donativum) у Констанцијево име, у сваком случају приликом царевог рођендана, који је падао 7. августа. Према томе, за датум његовог проглашења за цара треба узети 11. август 355. Међутим, Урзицин, који је у пратњи Амијана Марцелина због тога послан у Келн, успео је да поткупи варваре из две помоћне јединице (лат. auxilia) да убију узурпатора. Убијен је 28. дана по ступању на престо, тј. 7. септембра 355. Извучен је из цркве у којој се сакрио и претучен на смрт. Уследиле су свирепе казнене мере против његових присталица. На положају га је заменио Барбацион, који је преузео команду над његовим снагама или једним делом истих.